# Kapitein Broos

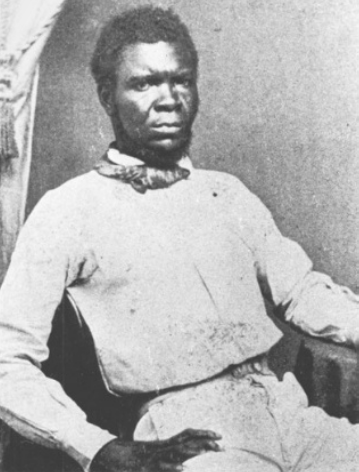
Kapitein Broos, circa 1870 (S. del Castilho)

Kapitein Broos (1821-1880) was een 19e-eeuwse Surinaamse vrijheidsstrijder. Hij was de leider van de zogeheten Bakabusi Sama of 'Brooskampers', een groep marrons die zich rond de afschaffing van de slavernij in 1863 vestigden in het plaatsje Rorac.

## Bakabusi Sama
Bakabusi Sama betekent letterlijk 'de mensen achter het bos'. Zij leefden in het bos ver verwijderd van de plantages waarvan zij eerder waren weggevlucht. Hun leefgebied, ook wel genoemd Kaaimangrasi, was niet of nauwelijks bereikbaar voor gewapende kolonisten op zoek naar hen. De eerste marrons woonden hier al vanaf 1740. De Bakabusi Sama hebben menigmaal strijd geleverd met de witte kolonisten en plantagehouders. Honderd jaar voor de afschaffing van de slavernij, hadden de Aukaners reeds het vredesverdrag van 1760 met het koloniale bewind gesloten en waren daardoor vrij en onafhankelijk. In 1772 sloot een deel van de Bakabusi Sama zich aan bij de Boni-marrons.

## Kamp van Broos
Het kamp van Broos en zijn jongere broer Kaliko (geboren in 1835) lag in de uitgestrekte moerassen aan de bovenloop van de Surnaukreek, een zijtak van de Surinamerivier. Vlak voor de afschaffing van de slavernij weerstonden de Brooskampers een laatste poging van de overheid om hen met geweld te dwingen terug te keren naar de plantages. Dit met het doel de voormalige slaveneigenaren in aanmerking te doen komen voor de staatsvergoeding per slaaf. De patrouille-leden slaagden echter niet in hun opzet en trokken zich terug naar de plantage Rac à Rac. Kapitein Broos werd zodoende een bekende Surinaamse onafhankelijkheidsstrijder.

## Unieke foto
Broos is de enige Surinaamse vrijheidsstrijder van wie een foto is gemaakt (die althans bewaard is gebleven). De zwart-witfoto dateert waarschijnlijk van 1862 toen Broos in Paramaribo was om een vredesovereenkomst te sluiten met Gouverneur-Generaal Van Lansberge. Het is toen dat hij van overheidswege zijn kapiteinstitel ontving en Rorac, een reeds lang verlaten suikerplantage, officieel kreeg toegewezen.

## Afstammelingen
Na de emancipatie van 1 juli 1863 vestigden de Brooskampers zich definitief in Rorac. Onder hen Broos' broer Kaliko, zijn zus Mandrijntje, zijn moeder Ma Uwa en zijn grootmoeder Ma Amba, die nog in Afrika geboren is en wel in Ghana. Uit het kamp van Broos zijn drie families voortgekomen, waarvan Babel en Landveld de grootste zijn. De familie Deekman bevat echter de meest directe afstammelingen.